# Хилланд, Дерек
Дерек Хилланд (англ. Derek Hilland; род. 10 мая 1967, Дейтон, Огайо) — американский клавишник и вокалист.

## Биография
Начал играть на пианино в возрасте 4 лет. В 1988 году стал участником группы Iron Butterfly, в составе которой пробыл с небольшим перерывом вплоть до 1997 года. Прежде чем покинуть группу, он сыграл с ней концерт, который был выпущен на DVD в 2009 году под названием Concert and Documentary - Europe 1997.
В том же 1997 году Хиллард участвовал в туре группы Whitesnake в поддержку альбома Restless Heart. В 1998 году участвовал в аккомпанирующем составе Рика Спрингфилда. В 2000 году участвовал в записи сольного альбома Дэвида Ковердейла Into the Light. В 2015 году принял участие в записи альбома Whitesnake The Purple Album.

## Дискография
С Дэвидом Ковердейлом
- Into the Light (2000)

С Риком Спрингфилдом
- Shock/Denial/Anger/Acceptance (2004)[5]
- The Day After Yesterday (2005)
- Christmas with You (2007)
- Venus in Overdrive (2008)[6]

С Whitesnake
- The Purple Album (2015)[7]